# Vasilij Egorovič Flug
Vasilij Egorovič Flug, in russo Василий Егорович Флуг?, indicato anche come Fleug (San Pietroburgo, 19 marzo 1860 – San Francisco, 3 dicembre 1955), è stato un generale russo.

## Biografia
Si conoscono poche notizie dei primi anni di vita di Flug, in particolare si sa che era figlio di un notaio di San Pietroburgo. Intrapresa la carriera militare, si diplomò al ginnasio militare della capitale russa nel 1877 e poi all'accademia di artiglieria Michajlovskij nel 1880 ottenendo il grado di sottotenente, e venendo assegnato alla 7ª batteria di artiglieria a cavallo. Dopo aver frequentato l'accademia militare di stato maggiore nel 1890, venne nominato caposquadra presso la fortezza di Vladivostok dal 26 novembre di quello stesso anno. Dal 4 ottobre 1893, Flug prestò servizio come comandante di squadrone nell'11º reggimento dei dragoni di Char'kov. Venne trasferito dal 6 ottobre 1894 alla divisione dei granatieri del Caucaso come aiutante.

### Servizio in estremo oriente

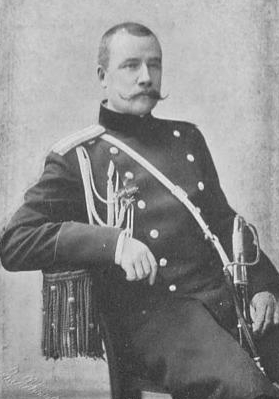
Il colonnello Flug nel 1900

Il 16 febbraio 1896 Flug divenne ufficiale dello staff al quartier generale della 2ª brigata di fucilieri siberiani di stanza nella Russia orientale. Prese parte quindi all'invasione russa della Manciuria durante la rivolta dei Boxer tra il 1900 ed il 1901. Il 22 luglio 1900, venne posto a capo del dipartimento militare dell'oblast di Kwantung. Si distinse nella presa di Lutai il 9 settembre 1900, e gli venne concessa una spada d'oro al coraggio il 15 marzo 1901. Il 22 gennaio 1902, divenne capo dello staff dell'oblast di Kwangtung e venne promosso al grado di maggiore generale il 27 agosto 1903.
Il 29 gennaio 1904, Flug venne nominato quartiermastro del quartier generale del governatore in estremo oriente. Prese parte alla guerra russo-giapponese. Dal 14 gennaio 1905, Flug fu quartiermastro generale della II armata della Manciuria. Dal 21 settembre 1905, fu governatore militare della regione marittima e atamano dei cosacchi Ussuri.
Tenente generale nel 1908, il 19 novembre 1909 divenne comandante della 37ª divisione di fanteria ed il 30 luglio 1912, comandante della 2ª divisione di fanteria. Dal 12 gennaio 1913, Flug divenne assistente del governatore generale del Turkestan e comandante dell'esercito locale.

### La prima guerra mondiale
Dopo la distruzione dell'armata del generale Aleksandr Samsonov nella Battaglia di Tannenberg,  venne costituita alla fine di agosto del 1914 la X armata come unità di riserva. Il 20 agosto 1914, Flug venne nominato comandante della X armata e promosso generale di fanteria. Malgrado i suoi successi contro l'VIII armata tedesca e la presa di Suwałki, a causa degli screzi che ebbe col generale Nikolaj Ruzskij Flug venne sospeso per "attività pericolose" il 23 settembre 1914 e trasferito al comando supremo. Il 4 ottobre 1914 venne nominato supervisore dei rifornimenti del XIII e del XV corpo d'armata, entrambi distrutti in Prussia orientale nell'agosto di quello stesso anno. L'8 luglio 1915, venne nominato comandante del II corpo d'armata.
Nel corso delle operazioni a Vilnius nel settembre del 1915 i tedeschi avanzarono nel territorio, e si trovarono a confrontarsi con l'armata di Flug. Vasilij riuscì non solo 
a fronteggiare il nemico, ma anche ad agire in profondità nelle parti del territorio controllato dai tedeschi con coraggio e capacità.
Nel 1916, il II corpo d'armata venne unito al VII e prese parte all'offensiva Brusilov nell'estate di quello stesso anno.

### La rivoluzione e la guerra civile
Dopo la rivoluzione di febbraio, Flug venne posto in riserva il 30 maggio 1917 presso Pietrogrado. Dopo la rivoluzione di ottobre, lasciò la capitale per l'area del Don. Il 14 novembre 1917, giunse a Novočerkassk ed offrì i suoi servigi al generale Michail Alekseev che aveva costituito un'armata di volontari contro i bolscevichi.
Nel febbraio del 1918, Flug venne inviato in Siberia ad organizzare localmente la resistenza anti-bolscevica. Lasciò quindi Novočerkassk il 25 febbraio sotto il nome di Vasilij Fadeev. Durante questa sua missione in Siberia, aiutò l'unificazione e coordinò le attività delle varie organizzazioni clandestine di ufficiali ad Omsk, a Petropavlovsk, a Tomsk ed a Irkutsk. L'11 giugno giunse a Vladivostok, portandosi poi a Harbin, dove divenne membro del governo provvisorio diretto dal generale Horvath dal giugno del 1918. L'1–14 dicembre 1918, temporaneamente prestò servizio come comandante delle truppe nella regione dell'Amur. Il 3 dicembre 1918 divenne assistente dell'alto commissario per l'estremo oriente.
Negli ultimi giorni del 1918, Flug giunse ad Omsk, dove incontrò l'ammiraglio Kolčak il quale, malgrado la sua esperienza e il suo profondo coinvolgimento nella resistenza anti-bolscevica in Siberia, non lo volle tra i suoi. Su istruzioni di Kolčak, fece ritorno nella Russia meridionale e si pose a disposizione del generale Anton Denikin. Il 10 febbraio 1919, Flug salpò da Vladivostok a bordo della vaporiera Tomsk ed il 6 aprile di quello stesso anno giunse a Novorossijsk.
Nel maggio del 1919 venne incaricato dell'ispezione logistica di tutte le istituzioni sottoposte all'autorità di ciò che restava del governo imperiale russo nell'area. Nel settembre del 1919 venne nominato assistente del comandante in capo della regione di Kiev, il generale Abram Michajlovič Dragomirov. Dopo la perdita di Kiev, si ritirò in Crimea. L'8 dicembre 1919, Flug venne trasferito in riserva nella regione di Novorossijsk.

### In esilio
Nel 1920, dopo che la Crimea dovette essere abbandonata dalle truppe dei Bianchi, Flug fuggì in Jugoslavia. Dal 1922 prestò i propri servigi al ministero della guerra jugoslavo, venendo coinvolto nelle attività dell'Unione Militare Panrussa. Nel 1930, divenne comandante della IV divisione dell'Unione Militare Panrussa sino al marzo del 1932.
Con la fine della seconda guerra mondiale, si trasferì negli Stati Uniti, dove divenne membro della Società dei Veterani della Grande Guerra. Lavorò per i periodici Watch e Bulletin of Military Knowledge. Flug morì a San Francisco nel 1955.